# La Escuela del Bien y del Mal
La Escuela del Bien y del Mal (en inglés: The School for Good and Evil) es una película de fantasía dirigida por Paul Feig, basada en la novela de seis volúmenes del mismo nombre de 2013 de Soman Chainani, con el guion de David Magee y Feig. La película sigue las aventuras de las mejores amigas Sophie y Agatha, quienes son secuestradas y llevadas a la Escuela del Bien y del Mal. Cuando su suerte se revierte, intentan encontrar la manera de regresar a casa. Al hacerlo, su amistad se pone a prueba.
Inicialmente Universal Pictures iba a estrenar la película; Netflix se hizo cargo en 2020 con Universal siendo acreditada. La producción comenzó a principios de 2021 en Belfast. El estreno se realizó el 21 de octubre de 2022.

## Reparto
- Sofia Wylie como Agatha[4]
- Sophia Anne Caruso como Sophie[4]
- Laurence Fishburne como el director de la escuela[5]
- Michelle Yeoh como la profesora Emma Anemone[5]
- Jamie Flatters como Tedros[6]
- Kit Young como Rhian/ Rafal[7]
- Pedro Serafinowicz como El Loco del Bosque / Yuba[8]
- Kerry Washington como la profesora Clarissa Dovey[9]
- Charlize Theron como Lady Lesso[10]
- Cate Blanchett como narradora/voz del historiador[11]
- Ben Kingsley como Espada[8]
- Patti LuPone como Sra. Deauville[8]
- Rob Delaney como Stefan[8]
- Rachel Bloom como Leonora Lesso joven[8]
- Earl Cave como Hort[12]
- Freya Theodora Parks como Hester[13]
- Demi Isaac Oviawe como Anadil[13]
- Kaitlyn Akinpelumi como Dot[13]
- Mark Heap como el profesor Bilious Manley[8]
- Briony Scarlett como Reena[14]
- Chinenye Ezeudu como Chinen[15]
- Rosie Graham como Millicent
- Emma Lau como Kiko[14]
- Joelle como Nina[16]
- Holly Sturton como Beatrix[17]
- Alex Cubb como Gregor[17]
- Stephanie Siadatan como Vanessa[18]
- Petra Hajduk como Belle[18]
- Abigail Stones como Amber[18]
- Alí Khan como Ameer[18]
- Myles Kamwendo como Omar[18]
- Olivia Booth-Ford como Lumi[18]
- Misia Butler como Circe[19]

## Producción

### Desarrollo y preproducción
En 2011, los estudios consideraron una adaptación cinematográfica basada en la serie de libros La Escuela del Bien y del Mal. Poco después de la publicación del primer libro de la serie en 2013, Roth Films se asoció con Jane Startz Productions para adquirir los derechos para producir una película basada en la novela. Universal Pictures ganó la subasta en un acuerdo de siete cifras por los honorarios del libro y el guion. Se nombró a Roth, Startz y Palak Patel como productores. Chainani y Malia Scotch Marmo fueron contratados para escribir el guion, y el primero escribió los dos primeros borradores. En julio de 2015, Chainani declaró que él y Scotch Marmo terminaron de escribir el guion.
Después de que la película quedara estancada en el infierno del desarrollo, Netflix compró los derechos con un nuevo equipo que incluía a David Magee y Laura Solon como guionistas en 2017. A Paul Feig se le ofreció el puesto de director, pero dudó debido a los contrastes de la película con su estilo y género desconocido. Sin embargo, lo reconsideró después de leer el guion, en el que disfrutó de los personajes, la historia y las oportunidades de la construcción del mundo. Se incorporó en 2020, con Roth, Jeffrey Kirschenbaum, Startz, Laura Fischer y Feig como productores, y Zack Roth, Patricia Riggen y Chainani como productores ejecutivos.

#### Casting
Fiona Weir fue nombrada directora de casting. En noviembre de 2020 comenzó el casting para una «adolescente con albinismo». Feig tomó nota para seleccionar actores talentosos, amables y cooperativos. Chainani dijo que el casting se basó en el talento, no en la apariencia. Los personajes fueron reinterpretados para «asegurarse de que [su] espíritu... se encarna mejor en ese actor en particular». Muchos fanáticos deseaban un casting abierto; Chainani declaró que habría ciertos papeles que requerirían un «intenso casting abierto», mientras que con otros se puede encontrar fácilmente al actor ideal. Al elegir los papeles de los personajes de Sophie y Agatha, el equipo exploró el mundo en busca de «dos jóvenes actrices que tengan suficiente peso y suficiente seriedad, pero que también puedan reunir el parecido». Según Chainani, elegir a Hester fue difícil debido a su «energía muy, muy específica».
Charlize Theron actuó anteriormente en muchas películas de fantasía, como Snow White & the Huntsman (2012). Feig esperaba que rechazara el papel debido a las similitudes de La Escuela del Bien y del Mal con sus otras películas. Sin embargo, Lady Lesso se diferenciaba de sus otros papeles como una maestra que disfrutaba del mal, lo que le permitía a Theron «divertirse mucho más que en algunas de esas películas en las que tienes que ser muy serio». Feig llevaba tiempo intentando colaborar con Kerry Washington, pero sus agendas nunca se lo habían permitido. Tan pronto como leyó el papel de la profesora Dovey, supo que solo quería que Washington interpretara el papel, en parte debido a sus dotes cómicas.

### Vestuario y diseño
Reneé Kalfus y Feig diseñaron el vestuario. Se animó a los actores a contribuir con su vestuario. En particular, Theron quería que su personaje de Lesso tuviera una silueta entallada y severa; también sugirió que fuese pelirrojo y le enseñó a Feig varias fotos como referencia. Dylan McCaughtry ayudó a hacer, construir y montar los decorados y las utilerías. Feig no quería que la película se pareciera a la serie de películas de Harry Potter y, por eso, eligió a Andy Nicholson como diseñador de producción. El estilo de la película se inspira en el art nouveau, en el que Feig notó mientras filmaba Spy (2015) en Budapest, Hungría. Además afirmó que esto evitaba las comparaciones con otras películas, siendo «tan llamativas como exageradas». Debido a la aversión de Feig por las pantallas verdes y a la esperanza de que «los personajes y los actores actúen en ese mundo para que se conviertan en parte de él», se construyó gran parte de la escenografía, incluidas las Escuelas del Bien y del Mal. Los lobos de la película eran animatrónicos.

### Rodaje
Se rodó en varios lugares de Belfast (Irlanda del Norte), incluidos Belfast Harbour Studios y Loop Film Studios. En el primero, se utilizó el total de los 11 600 m2 del espacio de estudio, talleres y oficinas. Algunos sitios locales en los que se filmó se encuentran: la iglesia de San Pedro; la Catedral de Santa Ana; el Mount Stewart; el Museo Folclórico de Ulster; la finca Clandeboye; el bosque de Big Dog; el bosque de Woodburn; y el castillo Archdale. Se estimó que la producción tomaría aproximadamente de cuatro a siete meses debido al seguimiento de los protocolos de trabajo seguro de la British Film Commission por la pandemia de COVID-19.
En enero de 2021, se informó de que había comenzado el rodaje. Sin embargo, Chainani declaró que la filmación comenzaría el 8 de abril de 2021. Entre 350 y 500 miembros del equipo que trabajaron en la película, la mayoría de los cuales eran locales. Artist Robinson, que había trabajado anteriormente con Feig, se desempeñó como primer asistente de dirección; John Schwartzman fue contratado como director de fotografía. En mayo de 2021, Washington y Theron terminaron el rodaje. Según Chainani, la filmación terminó el 3 o 4 de julio de 2021; sin embargo, Feig necesitaba rodar otra escena, que se filmó a fines de mes.

### Posproducción
Después de terminar la película, Feig comenzó con la edición y montaje, con Erik Nordby como supervisor de efectos. Los efectos visuales de la película estuvieron a cargo de las empresas británicas DNEG y Framestore. Feig esperaba que el mundo de la película pareciese realista, a pesar de sus aspectos mágicos; un ejemplo es el ave del Estínfalo. En los libros, es un pájaro hecho de huesos que lleva a los niños a las Escuelas del Bien y del Mal. El equipo quería que fuera sensible y que conservara sus huesos, por lo que investigaron los esqueletos de las aves y a las aves en descomposición, estudiando la forma en la que el tejido y las plumas permanecen en los huesos.

## Adaptación del material original
Chainani dijo que la película sería bastante diferente al libro. Los miembros del equipo eligieron momentos clave de la novela, como los principales puntos de la trama, el desarrollo de los personajes y los favoritos de los fans, para adaptarlos. A menudo tuvieron que examinar muy de cerca ciertos pasajes para asegurarse de no recrear clichés. Feig consultó a menudo a Chainani en las selecciones. 
Al describir las decisiones, este último afirmó que el primero era muy consciente de los momentos que resonaban en los fanáticos. El autor esperaba que la adaptación representara el espíritu de la novela mientras «iba [va] a lugares diferentes [y] te sorprendía cuando podía» en lugar de ser un «viejo aburrido recauchutado» del libro.

## Marketing
En mayo de 2021, se publicaron tres imágenes en las redes sociales de Washington, Theron y Feig, en las cuales las dos primeras se encontraban vestidas según sus respectivos roles. Hubo cientos de respuestas en Twitter; muchos fans quedaron impresionados y quisieron que hubiese una secuela. En junio de ese año se lanzó el primer adelanto durante la Geeked Week, evento virtual para fans de Netflix. Representaba un aquelarre, con brujas caminando hacia la pantalla. La película se anunció como parte de la lista de películas de Netflix de 2022 y apareció en un vídeo de "avance de la película". Washington y Theron aparecen con sus trajes, además de los personajes femeninos luchando y una toma del escenario de fantasía.  A principios de junio de 2022, Netflix estrenó el póster, y luego se publicó un primer avance, mientras que se llevó a cabo un panel con Wylie, Caruso y el autor de la serie de novelas Soman Chainani como parte del evento Geeked Week 2022 de Netflix. A fines de julio de 2022, se lanzó el póster principal que destaca la división de las escuelas, con una separación entre ambas que se enfatiza a través de la paleta de colores.

## Estreno
El estreno de la película en Netflix se programó para el 19 de octubre de 2022. Originalmente, se iba a estrenar en Navidad de 2017, pero en diciembre de 2020, Chainani declaró que la película se estrenaba en 2022, con un estreno programado para la segunda mitad del año. A finales de julio de 2022, Netflix anunció que la fecha de estreno sería el 21 de octubre de 2022, y luego se adelantó dos días en una comunicación a fines de agosto.

## Recepción

### Preestreno
Se esperaba que la película generase 30 millones de libras para la economía de Irlanda del Norte.
Time, Teen Vogue y ABC News la incluyeron entre las películas más esperadas de 2022, mientras que Empire la nombró una de las mejores películas que se estrenarían en 2022. De todas las películas de Netflix de 2022, Collider la clasificó como la duodécima más prometedora debido a su reparto y a las similitudes con la serie de películas de Harry Potter. Ese sitio web y Screen Rant la catalogaron como la prometedora adaptación de libro al cine de 2022 para el público. Posteriormente, Screen Rant comentó: «Si se hace bien, The School for Good and Evil puede convertirse en un gran éxito para Netflix... The School for Good and Evil puede atraer a un público más joven y darle a Netflix algo que realmente quiere: su propia serie de fantasía juvenil de éxito».